# Kritisk Revy
Kritisk Revy (dänisch: „kritischer Bericht“) war ein kritisches, linkes Magazin in Dänemark, das zwischen 1926 und 1928 erschien. Herausgegeben wurde es von dem Designer, Autor und Architekten Poul Henningsen, der es zunächst als Magazin für moderne Architektur gründete, aber später auch Beiträge zu Philosophie, Literatur, Theater, Film und Musik veröffentlichte. Damit übte Kritisk Revy Einfluss auf das kulturelle Leben Dänemarks aus. Henningsen und seine Kollegen, wie z. B. Hans Kirk, übten Kritik an der Konservativen Gesellschaft.

## Quelle
- Horst Bien: Kritisk Revy. In: Herbert Greiner-Mai (Hg.): Kleines Wörterbuch der Weltliteratur. VEB Bibliographisches Institut Leipzig 1983. S. 156.